# أدولف لومان
أدولف لومان (بالألمانية: Adolf Lohmann)‏ هو معلم موسيقى وملحن ألماني، ولد في 10 يناير 1907 في دوسلدورف في ألمانيا، وتوفي بنفس المكان في 19 أكتوبر 1983.